# Interleukine-36
L'interleukine-36 ou IL-36 fait partie de la superfamille IL-1 découverte dans les années 2000 ,,. Les quatre isoformes existantes ont été renommées plusieurs fois . Ils étaient auparavant connus sous le nom d'IL-1F6, IL-1F8, IL-1F9 et IL-1F5. Étant donné que leurs fonctions ont été révélées il y a environ une décennie, elles ont finalement été désignées comme antagonistes des récepteurs IL-36α, IL-36β, IL-36γ et IL-36 (Ra) ,. Alors que les isoformes IL-36α, IL-36β et IL-36γ agissent comme des agonistes des récepteurs pour les fonctions pro-inflammatoires , IL-36 Ra agit comme médiateur anti-inflammatoire . 
Toutes les cytokines IL-36 sont codées étroitement les unes aux autres sur le chromosome humain 2 au sein d'un cluster contenant la plupart des cytokines IL-1 restantes ,,. Les cytokines IL-36 sont de plus en plus associées aux maladies inflammatoires. Parmi les maladies associées figurent la maladie inflammatoire de l'intestin ,, la polyarthrite rhumatoïde et psoriasique  et divers troubles cutanés inflammatoires et infectieux . Parmi les maladies cutanées associées à l'IL-36, le psoriasis est le plus important ,, dans lequel l'IL-36γ a été identifié comme un biomarqueur spécifique 

## Cible thérapeutique
Le spesolimab est un anticorps monoclonal ciblant le récepteur de l'interleukine 36 et qui semble efficace dans certaines formes de psoriasis. 